# Улица Цинамдзгвришвили
Улица Цинамдзгвришвили (груз. მიხეილ წინამძღვრიშვილის ქუჩა) — улица в Тбилиси, в районе Чугурети, идёт от улицы Льва Толстого, за улицей Георгия Цабадзе переходит в проспект Акакия Церетели. Важная транспортная магистраль города, дублирующая проспект Давида Агмашенебели.

## История
Первое название — Елисаветинская. В советское время носила имя деятеля международного коммунистического движения Клары Цеткин (1857—1933). Современное название в честь крупного грузинского советского врача-терапевта Михаила Дорофеевича Цинамдзгвришвили (1882—1956).
Возникла и застраивалась во второй половине XIX века.
В д. 197 к Вано Стуруа в 1898 году приходил, в то время молодой пропагандист, Иосиф Джугашвили (Сталин).
В д. 77 на улице 1 сентября 1911 года были открыты частные Курсы рисования и живописи художника Николая Склифосовского «На основаниях правил об уроках и курсах от 20 марта 1907 г. с ведением преподавания и занятий на этих Курсах». Курсы помещались на третьем этаже, где жил и сам художник со своими детьми, а потом переехали в д. 79. Среди воспитанников курсов Аполлон Кутателадзе.
В годы Гражданской войны (1918—1922) в районе улицы возник один из самых известных рынков города — «Дезертирка», в то время бывшие военнослужащие (возможно — дезертиры) продавали здесь своё имущество или обменивали вещи на продукты.
В 1920-е годы в полуподвальном помещении бывшей гостиницы «Бомонд» на улице Давид Арсенишвили открыл Театральный музей.

## Достопримечательности
д. 186 — Рынок «Дезертирка»
Памятник Мазниашвили

## Известные жители
- Елена Ахвледиани[8]
- Гиви Мрелашвили
- д. 30 — Братья Артём и Абрам Алиханяны[9]
- д. 31 — 19 ноября 1929 года родился Арлен Аристакесян[10]